# Адегбайт, Дамилола
Дамило́ла Адегба́йт (англ. Damilola Adegbite; 18 мая 1985, Сурулер, Лагос, Нигерия) — нигерийская актриса
, фотомодель и телевизионная персона.

## Биография
Дамилола Адегбайт родилась 18 мая 1985 года в Сурулере (штат Лагос, Нигерия). Она окончила «Queens College» и обучалась бизнес-администрированию в «Bowen University».

## Карьера
Роль Телемы Дьюк в мыльной опере «Tinsel» (2008—2012) была её актёрским дебютом, но она также снималась в рекламе и вела телевизионные программы.
Также известна ролью Кеми Уильямс в фильме «Flower Girl». В 2011 году получила премию «Nigeria Entertainment Awards» в номинации «Лучшая актриса».

## Личная жизнь
В 2015—2017 годы Дамилола была замужем за бывшим партнёром по сериалу «Tinsel» Крисом Атто. У бывших супругов есть сын — Брайан Нии Эйитти Олафероми Атто (род. в сентябре 2014).

## Работы

### Фильмы
- Flower Girl (2013)
- 6 hours to Christmas (2010)

### Телевидение
- Tinsel

### Театр
- The V Monologues